# Federal Records
Federal Records foi um selo de gravação fundado em 1950 por Syd Nathan em Cincinnati, Ohio como subsidiária de outro selo de Nathan, a King Records. Foi dirigido pelo famoso produtor musical Ralph Bass e tinha como base de suas gravações o Rhythm & Blues, mas discos de hillbilly e rockabilly também foram lançados, por exemplo " Rockin' and Rollin' " de Tommy Scott em 1951. Discos foram lançados tanto em 45 rpm e 78 rpm Rotações por minuto. James Brown estava em turnê com os The Flames quando assinaram com a Federal em 1956. O primeiro single do grupo pela Federal, "Please, Please, Please", foi um sucesso e vendeu um milhão de cópias.  A Federal também lançou clássicos de The Dominoes' "Sixty Minute Man" e "Have Mercy Baby" bem como a canção de Hank Ballard, "Work With Me, Annie".
Johnny "Guitar" Watson foi outro artista da Federal Records.

## Ligações Externas
- Discografia da Federal Records no Discogs.com